# Valle da pesca
Ein Valle da pesca ist ein abgegrenztes Wassergebiet innerhalb der Lagune von Venedig. Diese Gebiete sind von der offenen Lagune durch Schilfgeflechte, Pfahlreihen oder Dämme separiert und ermöglichen so eine besondere Form der intensiven Fischkultur. Insgesamt umfassen die Valli in der venezianischen Lagune ein Gebiet von 92 km² Fläche, wobei manche Valli nur wenige hundert Quadratmeter umfassen, die größten hingegen mehr als 1600 ha. Sie befinden sich ganz überwiegend an den Rändern der Lagune, vor allem am Nord- und am Südwestrand.

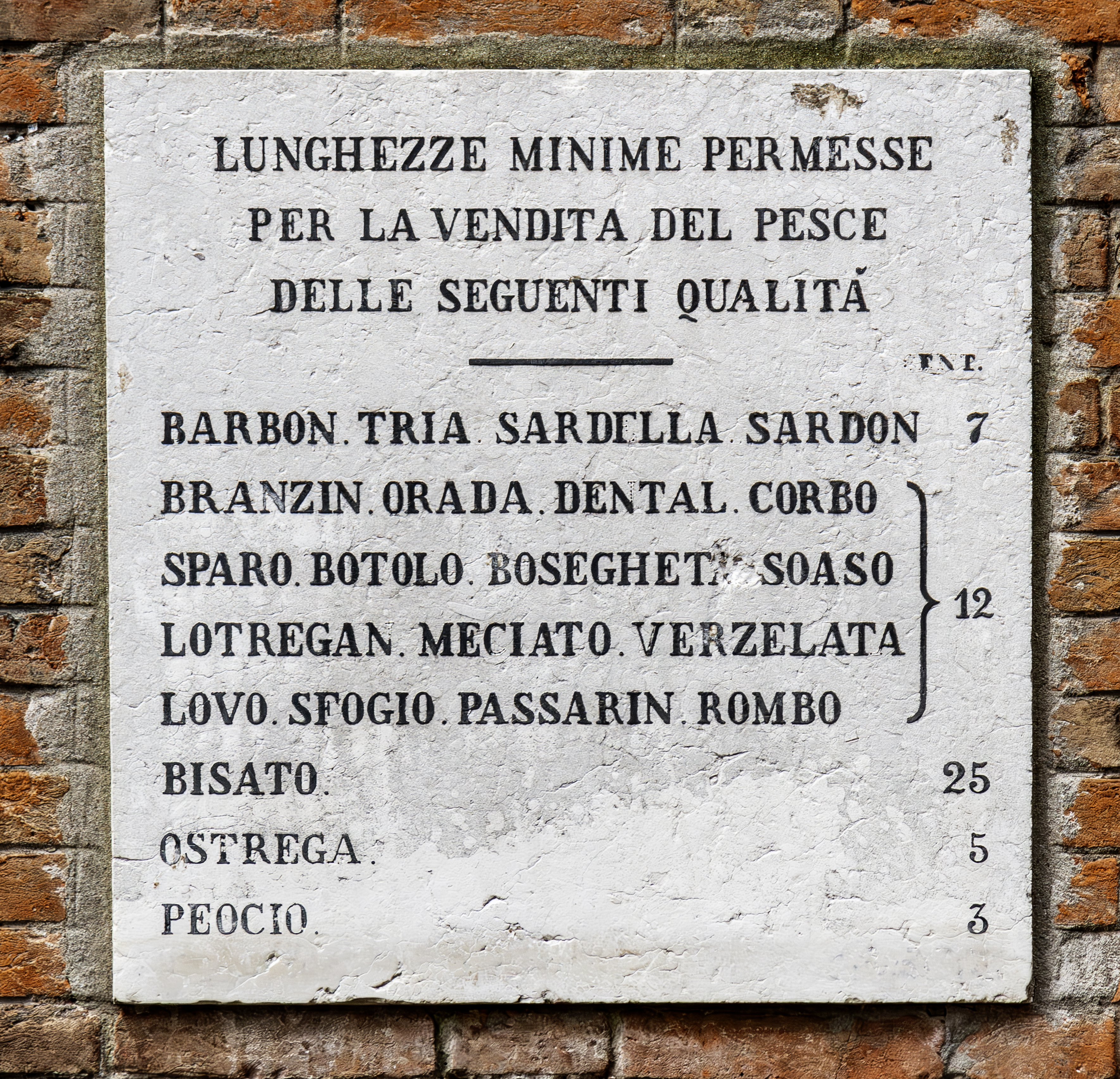
Tafel am Fischmarkt von Rialto, die die Mindestgröße von Fischen vorschreibt

Die Bezeichnung geht auf das lateinische Wort vallum zurück, meint aber weder das moderne Wort für ‚Lagune‘, noch das für ‚Tal‘, sondern eher ‚Schutz‘, ‚Mauer‘ oder ‚Wall‘.
Zu den bewirtschafteten Valli zählen im Norden der Lagune das Val Dogà, das mit 1685 ha größte Valle, dann Grassabò, Dragojesolo, Cavallino, Lio Maggiore, Liona und Perini. In der südlichen Lagune sind dies die Valli Serraglia, Averto (das zum Teil vom World Wildlife Fund geschützt wird), dann Contarina, Zappa, Figheri, Pierimpié, Morosina und Millecampi.

## Geschichte
Die Reproduktionszone der meisten Fische der Lagune liegt in der Adria, erst die Jungtiere wandern in die Lagune. Dazu trägt der Nährstoffreichtum bei, aber auch die geringe Zahl an Räubern im Vergleich zum offenen Meer. Die Beobachtung dieser alljährlichen Zu- und Abwanderung veranlasste vermutlich die Menschen schon früh, die Abwanderung eines gewissen Teils der Tiere aufzuhalten und sie abzufischen. Wahrscheinlich bestanden die Valli schon vor der Entstehung Venedigs.
Die für den Fischfang und die -zucht überaus ergiebigen Valli waren schon früh in der Hand weniger adliger Familien oder von Klöstern. Dies zeigen die Quellen spätestens ab dem 11. Jahrhundert. Meist wurden die Verträge zur Verpachtung jährlich verlängert. Dennoch waren die meisten Valli über Jahrzehnte in der Hand derselben Familien. 
Die Verträge der Republik Venedig sahen für die Pächter zahlreiche Verpflichtungen vor, die dem Erhalt der Fanggebiete dienten. So mussten Wälle oder Gräben gezogen oder repariert werden, für deren Erhalt die Vallesani, die Pächter also, eine Kompensation erhielten. Für die Republik bedeutete die Möglichkeit, über Jagd und Fischfang einen Teil des Nahrungsmittelbedarfs zu decken, eine höhere Sicherheit gegen rapide steigende Preise oder gar Hunger. Daneben sorgte der Erhalt der Valli für den Schutz der natürlichen Umgebung, die zahlreichen Vögeln Lebensmöglichkeiten bot. Diese wurden vom städtischen Adel bejagt.
Seit dem Mittelalter bestanden die Grenzen der Valli aus mobilen Schilfgeflechten, den grisole. Die Republik Venedig untersagte bis zu ihrer Auflösung im Jahr 1797 die Einrichtung fester, dauerhafter Geflechte oder von Dämmen, damit die Wellen des Wassers (marea) sich frei ausbreiten konnten. Seitdem dies geändert wurde, müssen Jungfische aus der Adria herbeigeholt und ausgesetzt werden.
Die Gesetzgebung befasste sich ab 1314 mit den Valli da pesca. 1719 ließ der zuständige Magistrato alle Acque 100 Markierungen setzen, um die Grenzen zu fixieren. Dabei muss berücksichtigt werden, dass die reichen Familien, denen die Valli gehörten, sich hauptsächlich für die Jagd und weniger für den Fischfang interessierten. Anfangs gab es zwei Typen von Valli, nämlich die Valli a seragia, deren Wasserpegel auf dem der übrigen Lagune lag, und die Valli ad argine. Ihr Wasserstand wurde mit Hilfe von Dämmen, Schleusensystemen, Schiebern (porte a saracinesca) künstlich erhöht.
Die Anfälligkeit der Valli war der Serenissima sehr bewusst, und so übertrug sie ihr Management ausschließlich denjenigen, die dort den Fischfang betrieben. Sie waren ab 1624 der Öffentlichkeit nicht mehr zum Gebrauch zugänglich.
Der Prozess der Privatisierung und Abschließung der Valli begann zwischen dem frühen 19. und dem 20. Jahrhundert, wie sie etwa im Valle Pierimpié praktiziert wurde. Ab den 50er Jahren wurde diese Entwicklung forciert. Nun mussten für das Abfischen der Jungtiere eigens Männer beschäftigt werden, die pescenovellanti genannt wurden. Diese Tätigkeit wurde bereits im 19. Jahrhundert zu einer der wichtigsten Beschäftigungen der Männer aus Burano, Caorle, Cortellazzo, Pellestrina und Chioggia. Sie waren damit ab der zweiten Märzhälfte bis Mitte Juni beschäftigt. Die Fischer im Valle di Comacchio waren wiederum auf die Anlage fester Begrenzungen der Valli spezialisiert und auf die Aalzucht.

## Bauliche Strukturen
Die Chiaviche, schleusenartige Bauwerke, die vor allem aus dem 19. Jahrhundert stammen, ermöglichten die Regulierung der Wasserströme per Hand. Insbesondere ließen sie die Regulierung des Salzgehaltes zu, um den Fischen, die dort gezogen werden sollten, einen optimalen Lebensraum zu bieten. Sie befinden sich überwiegend innerhalb der Valli, um dort die Strömungen zu regulieren, aber auch an ihren Rändern, um den Wasseraustausch mit der Lagune zu steuern. Letztere befinden sich in der Nachbarschaft der Casoni di pesca. An natürlichen Strukturen finden sich die Kanäle, die in Windungen die Valli durchziehen, hinzu kommen künstliche, meist gerade verlaufende Kanäle. Die sogenannten lavorieri sind eine Art Fischfallen, an denen die Fische in einem zweiteiligen, vertikalen Flechtwerk, das in einem spitzen Winkel zuläuft (cogolere), gefangen werden. Tiere, die noch nicht die Größe erreicht haben, um auf dem Markt verkauft werden zu dürfen, werden in eigenen, umflochtenen Gebieten über den Winter gebracht. Diese sind von größter Bedeutung, da die meisten Fische erst nach zwei oder drei Jahren marktreif sind, Aale sogar erst nach acht Jahren. Um sie gegen die empfindlich kalten Winterwinde zu schützen, wurden bis vor wenigen Jahren Französische Tamarisken benutzt, die zudem Purpurreihern ein Habitat bieten. Inzwischen werden überwiegend künstliche Netze zum Einsatz gebracht. Zudem müssen diese Gebiete recht tief sein, um die Fische vor dem Durchfrieren des Wassers zu schützen. Dazu wird langsam Süßwasser auf das vorhandene Wasser gelenkt, um es an der Oberfläche gefrieren zu lassen.
Die einzigen Häuser sind die als Casoni di pesca bekannten Bauwerke. Von dort aus wurde das Management der Valli gesteuert. Neben diesen meist großen Häusern aus dem 19. Jahrhundert, die mittlerweile stark verfallen sind, befinden sich Lager für Geräte und Werkzeuge, Kühlanlagen und die als Cavane bezeichneten, geschützten Bootsanlegestellen. Nur für die Jagd sind weitere Baulichkeiten vorgesehen, die botti da caccia.

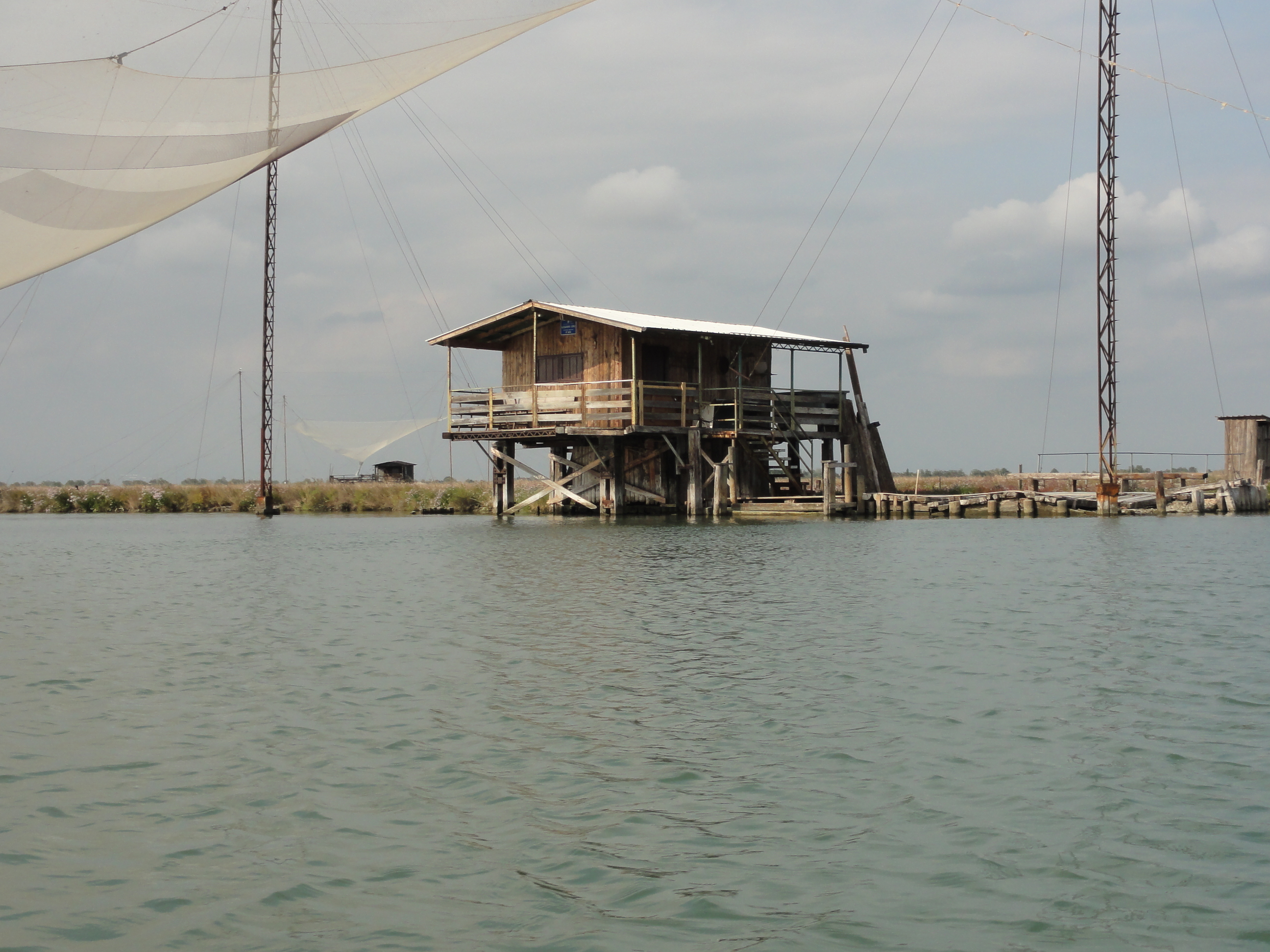
Fischerhütte (padellone) in der nördlichen Lagune

Die Arbeiten in den Valli beginnen im Frühjahr. Die Jungfische werden ins Hauptbecken gelassen bzw. im Meer gefangen. Letzteres nennt sich pesca del pesse novelo. Nur noch ein sehr kleiner Anteil erreicht die Valli mit den natürlichen Strömungen. Der pesse novelo, die Jungfische, gelangen zunächst ins seragio del pesse novelo, ein geschütztes Gebiet, in dem sie sich zwei bis drei Monate an die neuen Bedingungen gewöhnen können. Der dortige Salzgehalt muss sehr genau gesteuert werden, ebenso die Durchmischung mit Sauerstoff. Wenn die Fische ausreichend groß sind, werden sie über Schleusen (chiaviche) in das eigentliche Valle geführt.
In einem festgelegten Turnus werden die Fische nach und nach durch verschiedene Teile des Valle gelenkt. Gegen Ende des Herbstes bringt man die Fische dazu, Richtung Meer zu schwimmen, indem kaltes Wasser zugeführt wird. Die Fische bevorzugen das wärmere Meereswasser; dort findet auch die Vermehrung statt.
Ein Teil der Fische wird abgefischt und auf die Märkte verschickt bzw. zum Überwintern nach der beschriebenen Methode gebracht.

## Fauna
An Fischen sind vor allem Aal, Meeräschen, Wolfsbarsch und Goldbrasse vertreten. Sie können starke Schwankungen des Salzgehalts vertragen.
Die Valli bieten darüber hinaus einer Vielzahl von Entenvögeln, aber auch anderen Vogelarten, die von Norden kommend hier überwintern, ebenso wie ortsfesten Vögeln, Säugetieren und Reptilien angemessene Lebensräume.
An ortsfesten Vögeln findet man neben der Stockente Arten wie die Rohrweihe oder die Teichralle, das Blässhuhn, den Seeregenpfeifer, die Fluss-Seeschwalbe, die Beutelmeise, den Purpur- und den Nachtreiher, den Rotschenkel und den Haubentaucher. Als Zugvogel tritt der Haubentaucher und der Schwarzhalstaucher auf, aber auch der Silberreiher, ebenso wie verschiedene Entenvögel.
An Säugetieren finden sich Mausarten, wie die Zwergmaus, die Wasserspitzmaus, ebenso wie der Europäische Iltis, der Steinmarder, die Große Wühlmaus, das Mauswiesel oder der Braunbrustigel.
Darüber hinaus findet sich die Gelbgrüne Zornnatter, die Ringel- und die Würfelnatter.
Hinzu kommen zahlreiche Insekten- und Spinnenarten.

## Flora
Die Flora unterscheidet sich nur geringfügig von der für die Barene, die örtlichen Salzmarschen typischen. So finden sich hier zahlreiche Arten aus den Pflanzengattungen von Queller, Strandflieder und Salzschwaden.
Die Vegetation unterhalb des Wasserspiegels wird von zwei Gemeinschaften der Samenpflanzen gebildet, die für die Entenvögel von großer Bedeutung sind, nämlich dem zu den Seegräsern zählenden Zwerg-Seegras und der zu den Salden zählenden Meeres-Salde, die sich vor allem in Gebieten geringerer Salzkonzentration auf stabilem Untergrund findet.
In den Süßwasserbereichen findet sich Schilfrohr, das auch geringe Salzkonzentrationen verträgt. Dort, wo sich ausschließlich Süßwasser findet, lebt der Rohrkolben, insbesondere die breitblättrige Art.
Die Bedeutung der Valli für die Lagune liegt unter anderem darin, dass sie die ökologische Nische, die einst in den Sümpfen (paludi) und in den acquitrini vorherrschten, bis zu einem gewissen Grad ersetzten, da diese älteren Formen lagunaren Lebens weitgehend zerstört wurden. Allerdings profitiert die Lagune insgesamt nur wenig davon, da die Valli weitgehend gegen die Lagune abgeschottet sind. Daher wird seit einigen Jahren über die partielle Öffnung der Valli diskutiert.